# Pallare
Pallare là một đô thị ở tỉnh Savona ở vùng Liguria của Ý, có khoảng cách khoảng 50 km về phía tây của Genoa và khoảng 15 km về phía tây của Savona. Tại thời điểm ngày 31 tháng 12 năm 2004, đô thị này có dân số 952 người và diện tích là 21,3 km².
Pallare giáp các đô thị: Bormida, Carcare, Mallare, Millesimo, Osiglia, và Plodio.